# Крейцер, Фридрих
Гео́рг Фри́дрих Кре́йцер (нем. Georg Friedrich Creuzer; 10 марта 1771, Марбург — 16 февраля 1858, Гейдельберг) — немецкий филолог и археолог, профессор классической филологии Марбургского, Лейденского и Гейдельбергского университетов.

## Биография
Главный его труд «Символы и мифы древних народов» (1810—1812; нов. изд. 1843) прославил автора в Европе, но вызвал множество возражений. Автор сделал ошеломляющий вывод о единстве всех древних религий мира.
Был лично знаком с Иоганном Вольфгангом Гёте, Клеменсом Брентано и дружил с Гегелем.
Будучи женатым, в 1804 году вступил в романтические отношения с поэтессой Каролиной фон Гюндероде, которая после разрыва с ним покончила с собой (26 июля 1806).

## Избранные труды
- «Символы и мифы древних народов» (Symbolik und Mythologie der alten Völker, besonders der Griechen, Лейпциг, 1810—1812; ч.3, ч.4, 1821, ч.1, 1836)
- Meletemata e disciplina antiquitatis, 1817,
- Oratio de civitate Athenarum omnis humanitatis parente, 1826,
- Ein alt-athenisches Gefäss mit Malerei und Inschrift, 1832,
- Zur Geschichte alt-römischer Cultur am Ober-Rhein und Neckar, 1833,
- Aus dem Leben eines alten Professors, 1848,
- Zur Geschichte der classischen Philologie seit Wiederherstellung der Literatur, 1854,
- Zur Geschichte der griechischen und römischen Literatur. Abhandlungen, 1854,